# Cementerio Novodévichi (San Petersburgo)

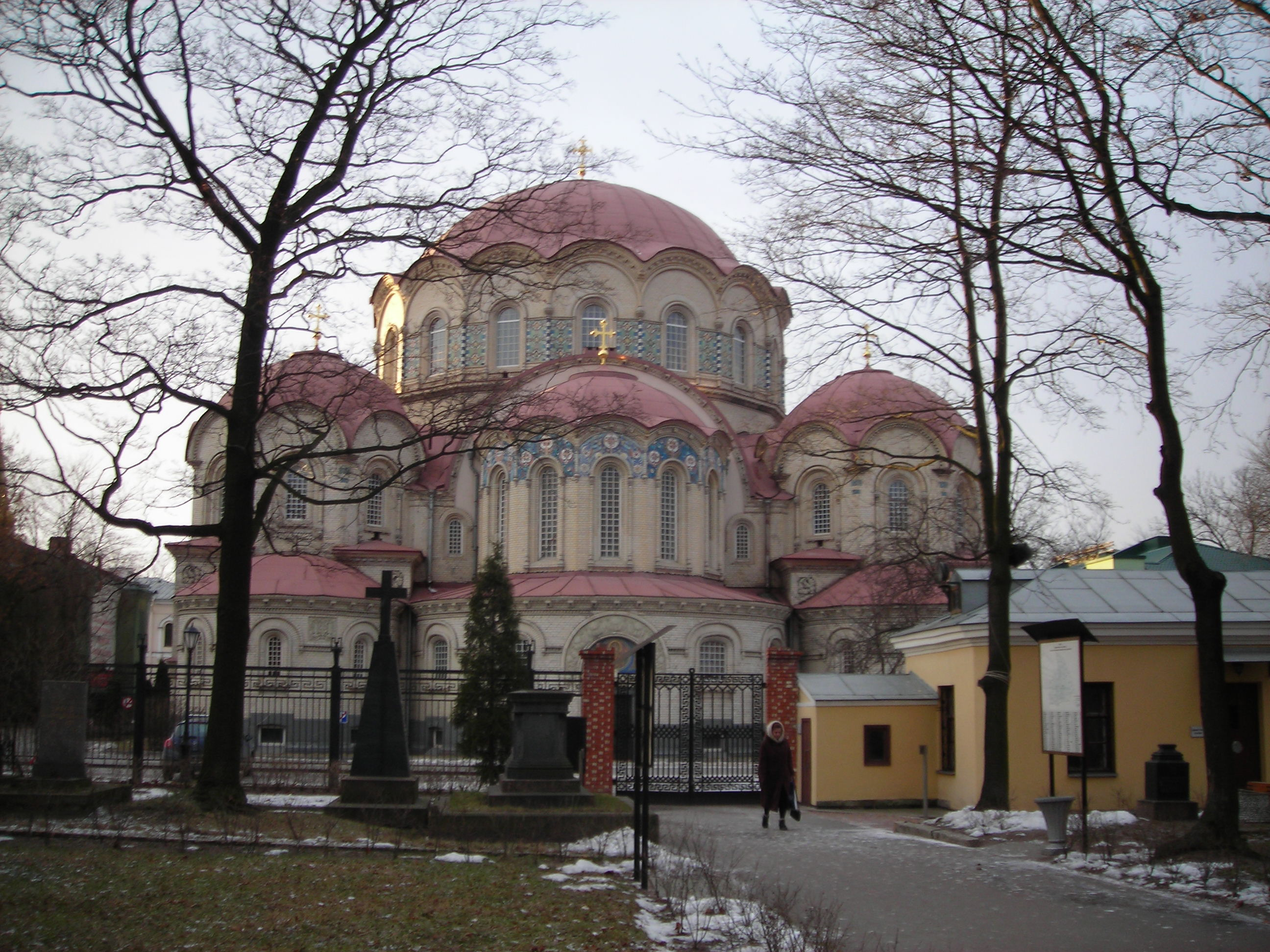
Entrada al cementerio Novodévichi, con la iglesia de la Virgen de Kazán al fondo.

El cementerio Novodévichi (en ruso: Новодевичье кладбище) de San Petersburgo es un cementerio histórico situado en la parte suroccidental de la ciudad rusa, cerca del arco de Triunfo de Moscú. El cementerio toma el nombre del monasterio de Novicias de la Resurrección en ruso: Воскресенский Новодевичий монастырь. En el siglo XIX, era el segundo cementerio más prestigioso de la ciudad, después del de Tijvin, en el monasterio de Alejandro Nevski.

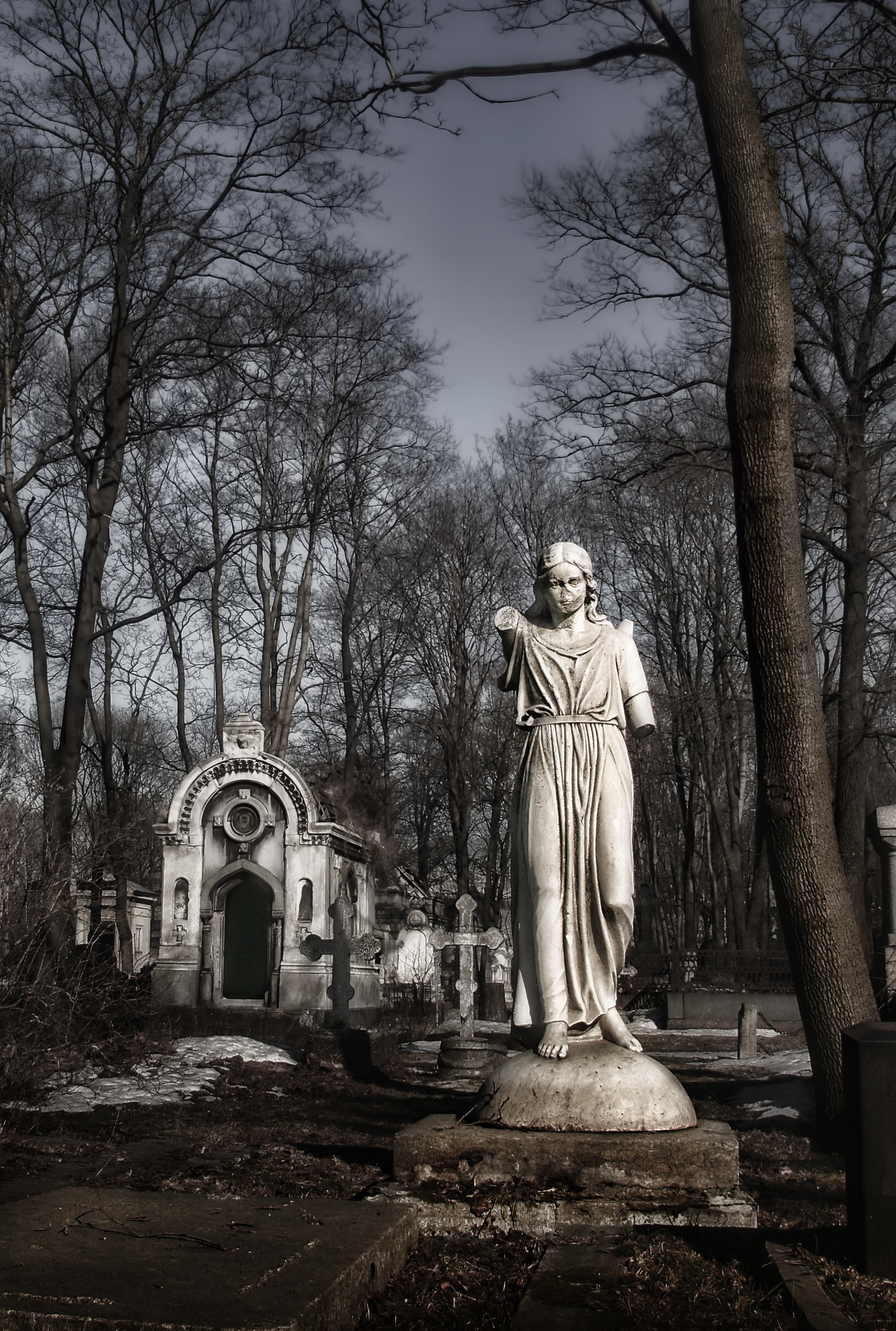
Interior del cementerio.

El cementerio data de 1845, cuando se trasladó al antiguo convento Smolny. Los primeros enterramientos se hicieron en 1849 y prosiguieron hasta la década de 1830. Tras la Revolución de Octubre, las autoridades soviéticas demolieron la iglesia y muchas tumbas fueron destruidas, mientras que otras fueron trasladadas al cementerio de Tijvin. En 1989, fue objeto de una importante obra de restauración, y en 2004 se nombró una comisión municipal para la conservación y rehabilitación del cementerio.
Llegó a albergar trece mil cadáveres. Entre los personajes célebres enterrados originariamente en el cementerio destacan los poetas Nikolái Nekrásov, Fiódor Tiútchev y Apolón Máikov, el pintor Mijaíl Vrúbel, el arquitecto Leon Benois, el compositor Nikolái Rimski-Kórsakov, el general y científico Piotr Bagratión, el médico Serguéi Botkin, el filólogo Yákov Grot, el editor Adolf Marx, el jugador de ajedrez Mijaíl Chigorin, el político Viacheslav Plehve, el explorador Gennadi Nevelskói y los almirantes Nikolái Reitzenstein y Nikolái von Essen.